# Utmarksmuseet
Utmarksmuseet ligger i byn Ransby mellan Likenäs och Sysslebäck i norra Värmland. Museet utgörs av en samling timrade hus och fokuserar på det lokala kulturarvet. Det finns museibutik och kafeteria. Museet drivs som en ideell förening med 300 medlemmar.